# Melvin Rees
Melvin David Rees (Washington, 1928 – Springfield, 26 ottobre 1995) è stato un serial killer statunitense, noto anche come "Il bruto sessuomane" o "La bestia del sesso".
Commise cinque omicidi accertati negli Stati della Virginia e del Maryland tra il 1957 e il 1959. Egli uccise e violentò Margaret Harold, una ragazza incontrata in una strada isolata nei pressi di Annapolis. Due anni dopo uccise i quattro membri della famiglia Jackson vicino Fredericksburg.
Dopo il suo arresto, Rees confessò altri due omicidi, e le autorità credono che ne abbia commessi almeno altri due. Prima del suo arresto e successiva incarcerazione, Rees era conosciuto come musicista jazz nella zona di Washington. È morto in carcere il 26 ottobre 1995.

## Primi anni
Nei primi anni cinquanta, Rees frequentò la University of Maryland a College Park, fuori Washington, ritirandosi prima della laurea per perseguire la carriera di musicista. Egli infatti sapeva suonare sassofono, chitarra, pianoforte e clarinetto, e aveva dato prova di un notevole talento musicale, soprattutto in ambito jazz moderno. Suonò in vari locali jazz della zona di Washington.
Nel 1955 fu arrestato con l'accusa di aver aggredito una donna di 36 anni. Rees l'aveva trascinata nella sua auto costringendola con la violenza a un rapporto orale, poi la donna era riuscita a fuggire. La vittima, tuttavia, non sporse denuncia, e il caso venne archiviato. Gli amici di Rees minimizzarono l'episodio, considerandolo una persona intelligente e dai modi gentili.

## Omicidi

### Margaret Harold
Il 26 giugno 1957, Margaret Harold e il suo fidanzato (un sergente effettivo dell'esercito statunitense) erano in viaggio nel fine settimana e stavano attraversando Annapolis, nel Maryland, quando Rees, alla guida della sua Chrysler verde, li costrinse ad accostare lungo la strada. Sceso dall'auto, Rees fece segno alla coppia di abbassare il finestrino, puntando contro di loro un revolver calibro .38. Dopo aver chiesto sigarette e soldi ai due ragazzi, vistosi negate le sue richieste, un infuriato Rees sparò a bruciapelo in faccia alla Harold. Inorridito, il fidanzato fuggì a gambe levate nei campi e riuscì a raggiungere una fattoria, dove telefonò alla polizia. Quando gli agenti arrivarono alla fattoria, prelevarono il militare per portarlo sulla scena del crimine, e giunti nei pressi dell'auto si scoprì che Rees aveva spogliato il cadavere della ragazza e l'aveva violentata post mortem.
Perlustrando la zona in cerca dell'assassino, le autorità arrivarono a una costruzione in cemento ormai in disuso, notando che il vetro di una finestra della cantina era rotta. Dentro, gli investigatori rinvennero molte immagini pornografiche e foto di autopsie di corpi femminili, attaccate alle pareti. Scoprirono anche una foto di Wanda Tipton tratta da un annuario universitario, una ragazza laureatasi nel 1955 alla University of Maryland. La polizia rintracciò la Tipton, che negò assolutamente di conoscere un individuo che corrispondesse alla descrizione dell'aggressore di Margaret Harold: un uomo alto, magro, e dai capelli scuri come descritto dal fidanzato della vittima. Dato che non ci furono ulteriori omicidi simili; e poiché nel 1957 la scienza forense era ancora a un livello primitivo; l'omicidio di Margaret Harold finì per essere classificato tra i casi irrisolti, fino a quando Rees non uccise di nuovo due anni più tardi.

### Famiglia Jackson
L'11 gennaio 1959, Carroll Jackson e sua moglie Mildred, insieme alle loro bambine Janet (1 anno e mezzo) e Susan (5 anni), scomparvero nel nulla dopo essersi recati in visita a dei parenti nella zona di Apple Grove in Virginia. I Jackson erano una famiglia assolutamente normale che secondo tutti i resoconti, non aveva nemici di sorta. Una parente dei Jackson, che era stata presente alla riunione famigliare di Apple Grove, tornando a casa in auto trovò l'automobile di Carroll Jackson abbandonata sul ciglio della strada. La donna chiamò la polizia, che ispezionò il veicolo ma senza trovare nessun indizio. Furono fatte imponenti operazioni di ricerca della famiglia, ma senza risultati.
Circa due mesi dopo, il 4 marzo, due uomini scoprirono in un bosco nei pressi di Fredericksburg, il corpo in decomposizione di Carroll Jackson in un fosso. Gli avevano sparato un colpo alla nuca. Inoltre, aveva le mani legate dietro la schiena. Alzando il corpo, la polizia scoprì sotto di esso il cadavere della figlioletta di diciotto mesi, Janet Jackson; in seguito fu appurato che la bambina era stata schiacciata dal peso del corpo del padre ucciso, essendo stata gettata nel fosso ancora viva prima del genitore. Il 21 marzo, nei boschi nei pressi di Annapolis, furono rinvenuti anche i corpi di Mildred e Susan Jackson, entrambi i cadaveri mostravano segni di tortura e violenza sessuale.

## Indagini e cattura
Poco tempo dopo la sparizione dei Jackson, una coppia locale denunciò di essere stata infastidita da un uomo alto, dal viso sottile e con i capelli bruni. L'uomo aveva seguito la loro auto con una Chevrolet blu vecchio modello, costringendoli poi ad accostare. Quando l'individuo era sceso dall'auto dirigendosi verso di loro, la coppia aveva avuto paura ed era fuggita in macchina invertendo il senso di marcia. Quando furono scoperti i corpi di Mildred e Susan Jackson, i detective notarono un edificio abbandonato nei pressi. All'interno, trovarono un bottone rosso che apparteneva al vestito di Mildred, indicante il fatto che la donna era stata lì portata dopo il rapimento. Vicino all'edificio c'erano segni recenti di pneumatici. Avendo trovato evidenti somiglianze con l'omicidio di Margaret Harold, gli inquirenti giunsero alla conclusione che l'autore dei delitti era sempre lo stesso uomo, spinto dal sadismo sessuale.
I delitti del bruto sessuomane (come venne definito dalla stampa) ebbero una forte attenzione mediatica anche grazie al coinvolgimento nelle indagini del sensitivo Peter Hurkos, che visitando il luogo di ritrovamento dei corpi dei Jackson a Falls Church (Virginia), utilizzò i propri "poteri" per descrivere accuratamente la dinamica degli omicidi e la posizione nella quale erano state ritrovate le vittime. Hurkos visitò anche il sito dell'omidicio di Margaret Harold, e disse agli investigatori che lo stesso killer aveva ucciso la famiglia Jackson. Fece anche varie previsioni sull'esito del caso, dicendo che sarebbe stato risolto entro due settimane e che l'assassino sarebbe stato infine incriminato per nove omicidi. Inoltre, Hurkos condusse gli investigatori a casa di uno dei loro principali sospettati, un raccoglitore di rifiuti che confessò gli omicidi; con la successiva cattura di Melvin Rees, tuttavia, Hurkos e le sue affermazioni sul caso furono ridicolizzate dal The Washington Post.
Una fonte anonima, in seguito identificata come tale Glenn Moser di Norfolk (Virginia), inviò una lettera alla polizia di Fredericksburg, suggerendo che il colpevole fosse Rees. Moser spiegò che lui e Melvin spesso avevano avuto delle discussioni filosofiche, una delle quali riguardava se l'omicidio potesse essere considerato accettabile. Rees, sotto l'effetto della benzedrina, confidò a Moser che lui considerava l'omicidio semplicemente come parte dell'"esperienza umana" alla quale desiderava ardentemente prendere parte. «Non puoi dire che uccidere è sbagliato», gli aveva detto Rees, «solo i singoli punti di vista individuali lo rendono giusto o sbagliato».
Tale discussione aveva avuto luogo il giorno prima della scomparsa dei Jackson. Venuto a conoscenza degli omicidi un mese dopo, Moser sospettò fortemente che Rees avesse ucciso la famiglia. Nella sua lettera anonima, Moser collegò Rees anche all'assassinio di Margaret Harold del 1957, dato che i due uomini all'epoca del fatto lavoravano nella zona di Annapolis.
La polizia decise di convocare Rees per interrogarlo, ma scoprirono che aveva cambiato domicilio senza comunicare un nuovo indirizzo. Furono effettuate delle ricerche anche nei club jazz dove Rees si esibiva abitualmente, ma senza successo. Dopo aver eseguito un controllo dei suoi precedenti, la polizia scoprì che Rees aveva frequentato l'Università del Maryland e che usciva con Wanda Tipton, la persona interrogata nelle indagini sulla morte di Margaret Harold. Dopo ulteriori interrogatori, la Tipton ammise di avere avuto una relazione con Rees, ma che l'aveva interrotta quando l'uomo le disse di essere sposato (Rees era infatti sposato all'epoca con tale Pat Rout).
Nel 1960 Moser si recò alla polizia per comunicare che Rees lo aveva contattato e che attualmente l'uomo era impiegato in un negozio di musica a West Memphis, Arkansas. Rees fu arrestato e durante la perquisizione della sua casa a Hyattsville furono ritrovati articoli di giornale sull'omicidio di Margaret Harold, una pistola nascosta dentro una custodia di uno strumento musicale, varie annotazioni di atti sadici di diverso genere e una foto di Mildred Jackson sulla quale Ress aveva scritto di suo pugno: "Presa su una strada solitaria... Portata in una zona selezionata, uccisi il marito e la piccola. Ora madre e figlia sono tutte mie". Infine, il fidanzato di Margaret Harold riconobbe in Melvin Rees l'uomo che aveva sparato in testa alla sua ragazza.
Quando fu arrestato per gli omicidi dei Jackson, Rees conviveva con Pat Barrington che in seguito avrebbe recitato nel B-movie Orgy of the Dead (1965), scritto da Ed Wood. I due si erano incontrati a Washington nel 1959 quando la ragazza lavorava come spogliarellista con il nome d'arte "Vivian Storm". La coppia visse a Hyattville, MD, per poi trasferirsi a sud nel 1960.

## Condanna e morte
Rees fu incriminato dallo Stato del Maryland per l'omicidio di Margaret Harold e condannato alla pena dell'ergastolo. La Virginia aggiunse la pena di morte per i quattro omicidi della famiglia Jackson, anche se alla fine nel 1972 la pena venne commutata in carcere a vita. Melvin Rees morì in carcere a causa di un infarto nel 1995.
Gli investigatori sospettano Rees essere il responsabile di almeno altri quattro omicidi avvenuti nei pressi della University of Maryland. Le adolescenti Mary Shomette, Michael Ann ("Mikie") Ryan, Mary Fellers, e Shelby Venable furono tutte stuprate e uccise in luoghi differenti e i casi rimasero irrisolti. Rees non fu mai ufficialmente incriminato per questi crimini. Tuttavia, nel 1985 egli confessò a un giornalista di aver commesso altri due omicidi nel 1956, quelli di Shelby Venable e Mary Fellers.